# Nathan Aké
Nathan Benjamin Aké (La Haya, Holanda Meridional, 18 de febrero de 1995) es un futbolista neerlandés que juega en la posición de defensa y su equipo es el Manchester City F. C. de la Premier League.

## Trayectoria
Se unió al Feyenoord a los 12 años de edad proveniente del ADO Den Haag de su natal La Haya. Sus buenas actuaciones con el club neerlandés hizo que a los 15 años de edad ya tuviera ofertas de clubes ingleses como el Chelsea F. C. y el Manchester City. Al final, optó por unirse al Chelsea en diciembre de 2010 por una cantidad de 230 000 £, aunque no se unió al equipo sino hasta julio de 2011. Esto provocó reacciones en el club de Róterdam, tales como la de su director deportivo Leo Beenhakker, quien calificó a los clubes ingleses de ser «los grandes tiburones blancos del fútbol».

"Los clubes de la Premier League estropean el mercado con su comportamiento. Otros clubes en Europa no actuarían de esta forma pero a los clubes ingleses simplemente no les importa."
Leo Beenhakker, (22 de diciembre de 2010).

Así mismo, el Chelsea fue investigado por la Real Federación de Fútbol de los Países Bajos debido a que el futbolista negoció con el agente Daan Kramp de la agencia Forza Fides y según la legislación de la federación neerlandesa, ningún jugador menor de 16 años de edad puede negociar con agentes.

### Manchester City
El 5 de agosto de 2020 se hizo oficial su traspaso al Manchester City por una cantidad de 40 millones de libras.

## Selección nacional
Ha sido internacional con la selección de los Países Bajos sub-16 y sub-17. Con la sub-17, se proclamó campeón del Campeonato Europeo Sub-17 de 2011 al haber vencido por 5-2 a Alemania en la final. Al haber ganado el título los Países Bajos calificaron automáticamente para la Copa Mundial de Fútbol Sub-17 de 2011 en México, en donde a diferencia del campeonato europeo, los Países Bajos no pudieron superar la primera fase, al sufrir dos derrotas a manos del Congo y del anfitrión y un empate frente a Corea del Norte.

### Participaciones en Copas del Mundo
| Copa                           | Sede  | Resultado        | Partidos | Goles |
| ------------------------------ | ----- | ---------------- | -------- | ----- |
| Copa Mundial de Fútbol de 2022 | Catar | Cuartos de final | 5        | 0     |

### Participaciones en Eurocopas
| Eurocopa      | Sede     | Resultado        | Partidos | Goles |
| ------------- | -------- | ---------------- | -------- | ----- |
| Eurocopa 2020 | Europa   | Octavos de final | 2        | 0     |
| Eurocopa 2024 | Alemania | Semifinales      | 6        | 0     |

## Estadísticas

### Clubes
Actualizado al último partido disputado el 30 de junio de 2025.
| Club                             | Div.          | Temporada     | Liga  | Liga  | Copas nacionales | Copas nacionales | Copas internacionales | Copas internacionales | Total | Total |
| Club                             | Div.          | Temporada     | Part. | Goles | Part.            | Goles            | Part.                 | Goles                 | Part. | Goles |
| -------------------------------- | ------------- | ------------- | ----- | ----- | ---------------- | ---------------- | --------------------- | --------------------- | ----- | ----- |
| Chelsea F. C. Inglaterra         | 1.ª           | 2012-13       | 3     | 0     | 1                | 0                | 2                     | 0                     | 6     | 0     |
| Chelsea F. C. Inglaterra         | 1.ª           | 2013-14       | 1     | 0     | -                | -                | -                     | -                     | 1     | 0     |
| Chelsea F. C. Inglaterra         | 1.ª           | 2014-15       | 1     | 0     | 3                | 0                | 1                     | 0                     | 5     | 0     |
| Chelsea F. C. Inglaterra         | 1.ª           | 2016-17       | 2     | 0     | 3                | 0                | -                     | -                     | 5     | 0     |
| Chelsea F. C. Inglaterra         | Total club    | Total club    | 7     | 0     | 7                | 0                | 3                     | 0                     | 17    | 0     |
| Reading F. C. Inglaterra         | 2.ª           | 2014-15       | 5     | 0     | -                | -                | -                     | -                     | 5     | 0     |
| Reading F. C. Inglaterra         | Total club    | Total club    | 5     | 0     | 0                | 0                | 0                     | 0                     | 5     | 0     |
| Watford F. C. Inglaterra         | 1.a           | 2015-16       | 24    | 1     | 4                | 0                | -                     | -                     | 28    | 1     |
| Watford F. C. Inglaterra         | Total club    | Total club    | 24    | 1     | 4                | 0                | 0                     | 0                     | 28    | 1     |
| AFC Bournemouth Inglaterra       | 1.a           | 2016-17       | 10    | 3     | 2                | 0                | -                     | -                     | 12    | 3     |
| AFC Bournemouth Inglaterra       | 1.a           | 2017-18       | 38    | 2     | 2                | 0                | -                     | -                     | 40    | 2     |
| AFC Bournemouth Inglaterra       | 1.a           | 2018-19       | 38    | 4     | 1                | 0                | -                     | -                     | 39    | 4     |
| AFC Bournemouth Inglaterra       | 1.a           | 2019-20       | 29    | 2     | 1                | 0                | -                     | -                     | 30    | 2     |
| AFC Bournemouth Inglaterra       | Total club    | Total club    | 115   | 11    | 6                | 0                | 0                     | 0                     | 121   | 11    |
| Manchester City F. C. Inglaterra | 1.ª           | 2020-21       | 10    | 1     | 1                | 0                | 2                     | 0                     | 13    | 1     |
| Manchester City F. C. Inglaterra | 1.ª           | 2021-22       | 14    | 2     | 7                | 0                | 6                     | 1                     | 27    | 3     |
| Manchester City F. C. Inglaterra | 1.ª           | 2022-23       | 25    | 1     | 7                | 2                | 8                     | 0                     | 40    | 3     |
| Manchester City F. C. Inglaterra | 1.ª           | 2023-24       | 29    | 2     | 5                | 1                | 10                    | 0                     | 44    | 3     |
| Manchester City F. C. Inglaterra | 1.ª           | 2024-25       | 10    | 0     | 4                | 0                | 6                     | 0                     | 20    | 0     |
| Manchester City F. C. Inglaterra | Total club    | Total club    | 88    | 6     | 24               | 3                | 32                    | 1                     | 144   | 10    |
| Total carrera                    | Total carrera | Total carrera | 239   | 18    | 41               | 3                | 35                    | 1                     | 315   | 22    |

Fuentes:Transfermarkt.

## Palmarés

### Títulos nacionales
| Título           | Club                  | País       | Año     |
| ---------------- | --------------------- | ---------- | ------- |
| Copa de la Liga  | Chelsea F. C.         | Inglaterra | 2014-15 |
| Premier League   | Chelsea F. C.         | Inglaterra | 2014-15 |
| Premier League   | Chelsea F. C.         | Inglaterra | 2016-17 |
| Copa de la Liga  | Manchester City F. C. | Inglaterra | 2020-21 |
| Premier League   | Manchester City F. C. | Inglaterra | 2020-21 |
| Premier League   | Manchester City F. C. | Inglaterra | 2021-22 |
| Premier League   | Manchester City F. C. | Inglaterra | 2022-23 |
| FA Cup           | Manchester City F. C. | Inglaterra | 2022-23 |
| Premier League   | Manchester City F. C. | Inglaterra | 2023-24 |
| Community Shield | Manchester City F. C. | Inglaterra | 2024    |

### Títulos internacionales
| Título                       | Club (*)              | Sede           | Año     |
| ---------------------------- | --------------------- | -------------- | ------- |
| Campeonato Europeo Sub-17    | Selección neerlandesa | Serbia         | 2011    |
| Liga Europa de la UEFA       | Chelsea F. C.         | Ámsterdam      | 2012-13 |
| Liga de Campeones de la UEFA | Manchester City F. C. | Estambul       | 2022-23 |
| Supercopa de Europa          | Manchester City F. C. | El Pireo       | 2023    |
| Copa Mundial de Clubes       | Manchester City F. C. | Arabia Saudita | 2023    |

(*) Incluyendo la selección.

## Vida privada
Es de origen marfileño.